# علي بن وفاء
أبو الوَفَاء عَلِيّ بِنُ وَفَاء الكُردِي (توفي سنة 544هـ)، هو أحد قادة النزاريين في سوريا.

## سيرته
عظم أمر أبي الوفاء هذا بسبب مساندة الوزير المزدقاني له، حتى أصبح حكمه في دمشق أكثر من حكم صاحبها تاج الملك بوري. حاول تسليم دمشق إلى الصليبين، فكاتب أبو الوفاء زعيم الحشاشين في الشام الفرنج على أن يسلم إليهم دمشق، ويسلموا إليه عوضها مدينة صور، علم تاج الملك بوري صاحب دمشق بهذه المؤامرة، فبادر بالتخلص من أصحابها، ومن كل من ساهم فيها، وبدأ بوزيره أبي علي طاهر بن سعد المزدقاني، فاستدعاه إليه فحضر، وخلا معه فقتله تاج الملك وعلق رأسه على باب القلعة، ثم نادى تاج الملك في البلد بقتل جماعته، فثار بهم أهل دمشق فقتلوا منهم ستة آلاف نفر.
أما الصليبيون فلقد وصلوا على الميعاد المقرر بينهم وحاصروا دمشق استعداداً لأخذها، لكنهم علموا أن تاج الملك قد بطش بحلفائهم فأرسلوا إلى أعمال دمشق لجمع الميرة والإغارة على البلد فلما سمع تاج الملك بذلك أرسل أميراً من أمرائه يعرف بشمس الخواص فلقوا الفرنج وقاتلوهم، وانتصر شمس الخواص لجأ بعده علي بن وفاء إلى قلعة صافيتا وتحالف مع الصليبين وأثناء حملته هاجم أبي الوفا مدينة أفامية الواقعة على الطريق بين أنطاكية ومرعش، فاضطرَّ نور الدين محمود إلى التراجع لِلتصدي له، وسُرعان ما خرج ريموند پواتييه نفسه وانضمَّ إلى حُلفائه الحشَّاشين في سبيل دفع المُسلمين بعيدًا عن إمارته. والتقى الجمعان في المُنخفض قُرب عين مُراد في السهل الواقع بين إنِّب ومُستنقع الغاب، فدارت بينهما رحى معركةٍ شديدة انتصر فيها المُسلمون ودُمِّر الجيش الصليبي تدميرًا، ولقي كُلٌ من عليّ بن وفاء وريموند پواتييه مصرعهما، فكان ذلك نصرًا إسلاميًّا واضحًا ابتهج به المُسلمون ابتهاجًا كبيرًا في كُلٍ من الشَّام والعراق ومصر والأناضول.